# Rosa uniflora
Rosa uniflora är en rosväxtart som beskrevs av Anatol I. Galushko. Rosa uniflora ingår i släktet rosor, och familjen rosväxter. Inga underarter finns listade i Catalogue of Life.